# ガンバ!Fly high
『ガンバ! Fly high』（ガンバ フライハイ）は、原作：森末慎二、作画：菊田洋之による日本の体操漫画である。『週刊少年サンデー』（小学館）にて、1994年から2000年まで約6年間連載された。単行本全34巻に短編集を含めた外伝が1冊ある。原作担当の森末は、ロサンゼルスオリンピックの金メダリストである。第43回（平成9年度）小学館漫画賞少年部門受賞作品。中国語や韓国語にも翻訳され、出版されている。

## 概要
1994年（平成6年）、連載開始当時の日本の体操界は、具志堅幸司・森末慎二の現役引退後の低迷が体操人気にも大きな影響を与え、競技人口が減っていく悪循環に陥っていた。その事態を危惧した森末が、自らの原作による漫画を企画し、芸能界の師匠で所属事務所の大先輩である萩本欽一に相談、萩本と親交の深い編集者の島崎保久が元勤務先である小学館へ引き合わせ、『週刊少年サンデー』での連載が決定した。「漫画を読んで育った少年達から将来のメダリストが産まれてくれればいい」という当初の森末の願いは、やがて現実のものとなる。
サンデー編集部は『オッス!少林寺』でコマ単位の重心移動などリアルな格闘描写に定評のあった菊田洋之を作画に抜擢したが、菊田は少林寺拳法の競技者としての経験を元に前作を描いたものの、体操に関してはまったくの素人であった。また、森末自身も漫画原作は初の試みで、大学ノートにおおまかなストーリー展開と技の動きを図解として表現する程度であったため、不安だらけのスタートとなる。だが、菊田は森末の協力で体操選手の練習を取材し、実際の演技を連続撮影してこれを作画に活用する。また、メダリストの森末が「一流の体操競技者は他の演技者の視界（その選手の目から見える景色）さえわかる」とアドバイスしたことが契機となり、これが主人公である駿の特技として生かされることになり、さらにはコンマ単位の演技者の視界を体育館の天井・観客席・マットなど細かく描写したことで、スポーツものとしては斬新な漫画として人気を博すことになる。
ストーリーは、体操でオリンピックの金メダルを目指す少年・藤巻駿の成長物語である。物語序盤・中学1年生時点は逆上がりすらできなかった駿が、練習を重ねることで徐々に才能を開花させ、最後には国際大会で華々しい活躍をする。また、彼が所属する平成学園体操部の部員や、合宿や遠征先で出会った仲間と共に、時には励まし合い、時にはライバルとしてお互いに成長していく。感動あり、笑いあり、涙あり、そしてラブコメ要素ありと王道を行くスポーツ漫画である。また、森末自身の経験が生かされ、競技選手の心理描写に加え、体操の丁寧な解説がなされているほか、作画段階で自らがモデルとなり、演技の姿勢や成功例・失敗例などの参考写真を提供して競技描写に役立てている。
技に関しては、漫画ならではの誇張はあるものの、森末の監修により「現実の演技者の動きとして絶対に不可能だと言い切れるような技はなく、連載時点で誰も行っていないものの将来的には誰かが披露してもおかしくない技」として考案された。この作品に登場する技のいくつかは、実際に連載終了後に現実のものとなっている。例として、作中では内田が披露した跳馬の技「ローチェ1/2ひねり」（前転とび前方かかえ込み3回宙返り1/2ひねり）はマリアン･ドラグレスクが披露し、彼の名を冠して「ドラグレスク」（価値点6.0の高難度技）と呼ばれている。また作中では半ばジョークだった「G難度」も、ルール改正を経て正式なものになった。
また、2004年アテネオリンピックでの男子体操団体の接戦および日本勢の逆転劇は、この作品でのシドニー五輪で描かれている展開と似ている部分があり、「アテネ五輪を予言した」と話題になった。
前人未踏の世界選手権個人6連覇を成し遂げた内村航平の愛読書であり、現在も体操競技者に読み継がれている。内村はインタビューで尊敬する体操選手として藤巻駿の名を挙げており、作品のテーマである「楽しい体操」を実践していると語っている。2018年には菊田による18年ぶりの体操漫画『THE SHOWMAN』が連載開始されたが、内村が監修として参加しており、内村をモデルにしたキャラクターも登場している。

## 主な登場人物

### 平成学園
比較的新しい中高一貫校（制服ワッペンにはSINCE 1989とある）。中等部では必ず運動部に所属しなくてはならないという校則がある。中等部の敷地内に体操部専用の体育館があり、高等部の部員も使用している。
女子体操部は元々有名だが、男子体操部は駿が入学時には県最下位で、成績不振で2度にわたって廃部が検討された。
藤巻 駿（ふじまき しゅん）
声優 - 阪口大助（タイトルコールも兼任）
平成学園中等部→平成学園高等部→明鏡学院大学
本編の主人公。1981年度生まれ。小学5年生の時に跳び箱で怪我をしてから体育を嫌っていたが、「オリンピックで金メダルを取りたい」と体操部に入部し、初めは未熟ながらも次第に才能を開花させる。瞬発力、天性の空中感覚を備えている。特に、他選手の演技を見て、その視界を想像できるという類稀な能力を持つ。
わずか14歳で自身のオリジナル技であるトカチェフ前宙こと「フジマキ」を編み出し、シドニー五輪ではオリジナル技「フジマキ2」（伸身ゲイロード1回ひねり）を編み出した上、前人未到の四回宙返り下りまでも成功させた。フジマキは最初に発表した場が国際大会ではなかったことに加え、中国の楊なども同じような技を考案していたが、フジマキ2は15年経っても彼のほかには誰も成功させていない幻の技とされている。
得意種目は鉄棒で、その創造性豊かな演技は「翼が生えたようだ」と形容される。ただし腕力が必要なつり輪やあん馬はやや苦手。シドニーオリンピックでは団体金メダルに加え、個人でも種目別鉄棒で金メダルを獲得した。
体操を心から楽しんでおり、いかなる大舞台でも楽しみ、最高の演技をする事だけを考えるので、プレッシャーとほぼ無縁の人間である。アジア大会後、一度だけ周囲から寄せられる期待をプレッシャーに感じたが、アンドレアノフの助言でほどなく氷解した。
外伝収録の後日談では、まり子と共に恩師であるアンドレアノフ同様に世界を巡りながら体操を子供達に教えている。
1976年モントリオールオリンピック体操男子団体金メダリストの藤本俊が名前の由来であり、またモデルでもある。これは、この漫画の企画者の一人である島崎保久が、当時高校生だった息子に「今、体操漫画のキャラクター名を考えてるんだけど、どんな名前がいいと思う？」と質問したところ、「俊敏なイメージで『シュン』がいいよ」と答えたのがきっかけである。そこから「シュン」がつく元体操選手である藤本がイメージされ、モデルになった。なお、先輩3人の名前も島崎の息子が発案したもので、そのご褒美として、新堂の名前が、彼の名前をもじったものになった。
相楽 まり子（さがら まりこ）
声 - 松本梨香
本編のヒロイン。父親の仕事の都合により転校を繰り返していたため、友達が少なかったが、持ち前の明るさと心の優しさで平成学園体操部と打ち解け、マネージャーを務めることになる（ただし、校則上可能であるかについては不明）。筋金入りの運動音痴だったが、それが藤巻との出会いに繋がる。やがて平成学園から福井県の中学へ転校することになったが、翌年の全国大会が福井県で開催されたため、中学2年時に再会を果たす。
田所家に居候して平成学園高等部に入学し、体操部マネージャーとして活躍する。最後まで藤巻を支えた心の拠り所にもなった。大学の英文科に進学し、将来は通訳志望。
折笠 麗子（おりかさ れいこ）
声 - 桜井智
平成学園中等部→平成学園高等部→東京体育大学
平成学園女子体操部のエース。中学3年時点で全国7位の実力を持ち、華麗な演技は見る人を魅了する。得意種目は平均台と床運動。アトランタ五輪では個人総合18位、シドニー五輪では種目別平均台で銀メダルを獲得する。平成学園のマドンナで、藤巻を体操の道へ後押しするなど、当初はヒロインとしての役割も持っていた。内田・藤巻ら男子部員も彼女に憧れを抱いていたが、彼女は新堂と相思相愛になる。平成学園卒業後は東京体育大学に進学する。
外伝収録の後日談では、新堂と結婚しており、また女優になっていてレギュラーの刑事ドラマ『科学捜査官Reiko』に主演している。
内田 稔（うちだ みのる）
声 - 佐々木望
平成学園中等部→平成学園高等部→鳳雛大学
藤巻の一年先輩。哲学的な体操を心がける理論派で、「ヨーヨー宙返り」を編み出したりする。また努力家でもある。「跳馬の真のスペシャリスト」を自称し、跳馬に対しては誰にも負けないという自負を持つ。ただし、その一方でレントゲン（ロイター板を踏み外すなどして跳馬に胸・腹から激突する様の俗称）を作中で、実際に描かれていないものも含めて4回やらかしている。うち2回は試合でのもので、特にシドニーオリンピックの個人戦でのそれはある種の伝説と化している。
連載当初は、憧れの折笠麗子が何かと気にかける藤巻に嫌悪感を持っていたが、藤巻の体操にかける想いや天性の才能から、徐々に藤巻を精神面でもバックアップしていくようになり、大学で別の道を歩んだ後も後輩の藤巻を支えた。また、大学で出会った水谷菜穂とはいい関係になる。真田、東と共に「平成学園三バカトリオ」と称される。
シドニーオリンピック最終選考では、6位の嵯峨とわずか0.001差の7位に終わり落選するも、杉原のケガにより繰り上げ招集され、団体金メダル獲得の一翼を担った。
外伝収録の後日談では、実業団チームのコーチだったが、休部により営業マンをしていることが判明する。また「スグ気に病む性格」の妻がいる。
真田 俊彦（さなだ としひこ）
声 - 三木眞一郎
平成学園中等部→平成学園高等部→清琉大学
藤巻の1年先輩。長身の二枚目キャラで、「ゆかの貴公子」を自称し、床運動を得意とする。連載中は実際に読者から真田宛にファンレターが届いた。初めのうちは仮病を使って試合をすっぽかしたり練習嫌いな怠け者で、体操部の入部動機はモテるためだった。目立ちたがり屋で派手な技を好むが、本当は誰よりも練習熱心で、自分に対してストイックな一面を持ち合わせている。その実力はエース杉原をも震撼させたほどで、間違いなく全国トップクラスのものといえる。シドニーオリンピック最終選考では最終種目までは2位につけていたものの、最後の鉄棒で落下してしまったために落選し、シドニー五輪出場は叶わなかった。
外伝収録の後日談では、スポーツジムのインストラクターをしている。独身。
東 伝次（ひがし でんじ）
声 - 宇垣秀成
平成学園中等部→平成学園高等部→大東京プロレス
藤巻の一年先輩で、筋骨隆々の男。男の渋みをモットーとし、ゆかやつり輪などでの力技を得意とし、つり輪の力技の決めの際の笑顔から「つり輪のヘラクレス」と呼ばれる。だが身長が伸びすぎて鉄棒をする際に足がつくようになり、高校卒業後はプロレスに転向する。しかし、体操に対する思いは色あせておらず、真田の練習に協力し自分の力を全て託した。
新堂 雄一（しんどう ゆういち）
声 - 松本大
平成学園中等部→平成学園高等部→東京体育大学
藤巻の二年先輩。平成学園時代はキャプテンとして皆を統率していた。高等部に進んでからも藤巻・上野が高等部進学するまでセンパイと呼ばれ、中等部の面倒を見ていた。オールラウンダーで、安定した実力を持つが、本番には少し弱い。平行棒を得意とし、特にモリスエには絶対の自信を持つ。中学3年時、全日本ジュニアの種目別平行棒で準優勝。一度は足の故障で退部しようとしたことがあった。折笠麗子とは相思相愛で、実力もその愛次第。麗子と共に東京体育大学に進学し、レギュラーとして活躍を見せた。
上野 良夫（うえの よしお）
声 - 伊倉一恵
平成学園中等部→平成学園高等部→明鏡学院大学
藤巻のクラスメイトで、体育での倒立のテストをきっかけに体操部に入部する。選手としては大成せず、以後、補助師としての道を歩み、藤巻に欠かせないパートナーとして彼を支えた。藤巻の最大の親友である。
外伝収録の後日談では、高原万由美と結婚して男児も生まれており、明鏡学院大学の体操部のコーチを務めている。
高原 万由美（たかはら まゆみ）
藤巻のクラスメイト。実父の再婚にショックを受けて素行不良となり、登校拒否を繰り返していた。肝っ玉が強く、姉御口調だが、本当は心優しい少女。体操の知識は豊かとはいえない。
まり子の転校後に藤巻と出会う。当初は登校拒否の弊害で藤巻が県大会で活躍したことを知らず、「影山に笑いものにされた運動音痴」とだけ認識していた。後に藤巻の演技を見て彼に片想いするようになる。
高等部への進学後は、藤巻の演技に翼を感じるという点でまり子と意気投合し、友人となるが、まり子と藤巻の絆の前に身を引く。アニメには登場していない。
荒川 錠（あらかわ じょう、マッコウ）
三バカトリオが恐れる体操部の先輩（彼らの2年先輩）。マッコウとは綽名で、見た目がマッコウクジラに似ていることからそう呼ばれる。厳つい風貌をしているが、気迫だけは誰にも負けず、それは時として力自慢の東をも破り、見知らぬ異性をも魅了してしまう。だが体操の実力は疑問点が付く。高校では部員不足で公式な試合には一切出ていない。特に情報収集には疎く、三バカトリオが県大会・全国大会やジュニア大会で活躍したことも知らなかった。
氏家 学（うじいえ まなぶ）
藤巻達の1年後輩。「体操は5歳からやっている」と豪語しており、体操歴の長さだけ見れば男子部員随一といえる。平成学園の、特に藤巻の演技に憧れて入学してきた。当初は先輩たちの「表面的な」人となりに想像とのギャップを感じて失望していたが、藤巻の演技を直に見て、憧れを新たにする。
柳沢 弘（やなぎさわ ひろし）
藤巻達の1年後輩。茶髪の不良。高原に片思いしており、「女神様」と呼んで崇拝している。登場時の素行は悪く、当時3年だった3バカに隠れてタバコを吸う、先輩である上野に肩を揉ませるなどしていたが、次第に丸くなっていった。体操の実力に関しては疑問符が付くが、跳馬のセンスだけはあるとアンドレアノフに評価されている。また、体操部が2度目の廃部の危機に面した際、体操部を守ろうとする藤巻達の姿を見て放課後に自主トレーニングをしていたことなどから、熱い一面も見られる。特技は空気椅子（しかし実際にはズボンの後ろにフックが取り付けられていた）。
影山（かげやま）
声 - 合野琢真
藤巻の中等部時代のクラスメイト。体操よりサッカーが好き。教卓の上で逆立をするお調子者。藤巻を狙ってサッカーボールを蹴るなど、典型的なイヤな奴。体育の倒立のテストでそれまで馬鹿にしていた藤巻たちに負ける。

### 日本代表候補
堀田 辰也（ほった たつや）
嵐雲高校→日章体育大学
藤巻より4歳年長、リーゼント等不良風の容姿をしている。「他人の視界が見える」能力に加え、また、他人の技を一度見ただけで、簡単に真似してしまう「天才」。それ故に先輩から嫌がらせを受け、部内暴行事件を起こしたため、公式試合への出場経験は無かった。藤巻と出会うことによって、体操の楽しさを取り戻し、第一線に復活する。あん馬・床運動が得意種目で、総合的に高い実力を持つ。
嵯峨 康則（さが やすのり）
声 - 菅原淳一
明青台中学→?→真摯大学
内田らと同年。「李軍団」の中で、唯一最後まで大成した人物。当初は李が掲げる「完璧なる体操」を絶対と信じ、李の指示通りチャレンジよりもミスを減らす完璧な演技によって大会上位に名を連ねていたが、アジア大会出場を機に、他の李軍団の仲間にはなかった攻めの演技を行うようになっていく。つり輪で東に技の差を見せつけられて以降は彼を目標としていたこともあり、つり輪を得意しているが、他の種目も総合的に高い実力を持つ。
斉藤 栄（さいとう さかえ）
声 - 柴本浩行
北端中→（ロシア留学）→日章体育大学
北海道出身の純朴な少年。アンドレアノフのコーチを幼少から受けており、天才の片鱗を見せていた。鉄棒を得意種目とする。藤巻とは仲が良い。本番のプレッシャーに弱いため、その実力とは裏腹に、非常に頼りない選手。階段は左足から上がり、タンマは右手で取るというジンクスに頼っていた。
簑山大作（みのやま だいさく）
アジア大会での1番のベテラン選手だったが、肩を負傷して出場辞退して藤巻と交代し、大会後現役を引退する。その後は後進の指導や解説者として活躍する。現役当時は紀納銀行（モデルは森末慎二が所属していた紀陽銀行）所属。
須童 忠信（すどう ただのぶ）
日本を代表するベテラン体操選手。安定感のある演技が売りで、また若いチームの精神的支柱でもある。森尾楽器所属。得意種目は平行棒など。シドニーオリンピックではキャプテンを務めた。
杉原 寛斗（すぎはら ひろと）
紀納銀行に所属する日本のエースで、総合的な実力No.1。確実に"決める"演技を仕掛けてくる。しかし、オリンピックの本番前に持病の腰痛が悪化し、出場を辞退した。
小早川 健一（こばやかわ けんいち）
声 - 伊藤健太郎
元全日本ジュニアチャンピオン。N体大では同年の堀田とともに1年時からレギュラーで活躍する。シドニー五輪選考会では10位だった。
嘉村 巌（かむら いわお）
声 - 石野竜三
浦谷須中学→浦谷須高校→陽暈大学
女性ファンが多く、自意識過剰な性格。シドニー五輪選考会では11位だった。小早川とは長年のライバルで、交友もある。
綾部 弥生（あやべ やよい）
嵐雲高校→鈴華女子大学
女子体操界で折笠麗子の好敵手にして、実力No.2。堀田の幼馴染みであり、彼の更生を誰よりも喜んでいた。麗子と同じく日本代表としてオリンピックに出場する。アニメではジュニア種目別選手権で名前のみ登場している。

### 日本国外の有力選手
王 景陽（ワン ジンヤン）
中国代表の体操選手。「氷の男」「飢えた虎」など、数々の異名を持つ。黒竜江省の寒村出身で、貧しい家庭を支えるために体操の道を選ぶ。また選手層が非常に厚く、代表の座の競争が厳しい中国出身である事も加わって、誰よりも強いハングリー精神を持っており、その鬼気迫る演技は見る者を圧倒させる。
オールラウンダーで、特に鉄棒が得意種目。オリンピックの前の選手権の鉄棒で10点満点を出し、オリンピック本番では更に演技構成を進化させた。
楊 修平（よう しゅうへい/ヤン スイピン）
中国代表の体操選手。裕福な家庭の出身で、やや軽薄な性格。初登場時点では国際舞台では未発表だったフジマキを披露する等、強力なライバルとして登場した。しかし、徐々に王景陽に藤巻のライバルの座を取って代わられ、アジア大会の最後で中国に金メダルをもたらした鉄棒の演技を最後に、体操の演技中の描写がなくなり、主に大技が出たときの驚き役へと変化した。
楼 秀山（ろう しゅうさん）
中国の代表選手。アジア大会でのミスを、王に激しく叱責される。
ドミトリー・チェレンコフ
ロシア代表の体操選手で、チェレンコフ兄弟の兄。10年前から現代の最高難度の体操を続けてきたロシアチームのエースで、ヨーロッパ選手権の個人総合実力者。その誇り高さと華麗な演技から、気高き皇帝（ツァーリ）と呼ばれている。王をライバル視している。オールラウンダー。王の常に上を目指す鉄棒の演技を見て、10年も同じ次元に縛り付けていた者が、常に限界を定めず上を目指す者には絶対に勝てないことを痛感させられた。
イゴーリ・チェレンコフ
ロシア代表の体操選手で、チェレンコフ兄弟の弟。しかし異母兄弟であり、顔は似ても似つかない。東以上に規格外といえる長身の持ち主で、それを生かしたダイナミックな演技を得意とする。あん馬の欧州王者で、その雄大な旋回から「シベリアの大風車」と称されている。
アレクサンドル・グレンコ
ベラルーシ代表の体操選手で、オリンピック出場選手では最年少の16歳。アンドレアノフが藤巻のもとを去ってから、彼のコーチを受けており、そのために藤巻に敵愾心を剥き出しにしていた。得意種目は鉄棒で、閉脚のトカチェフ前宙やフェドルチェンコ（伸身二回宙返り三回ひねり下り）など、高度な技をこなす。
ジャック・リブキン
アメリカジュニアの期待の新星として世界ジュニアで活躍した。藤巻に似たタイプの選手。その後のオリンピックなどでは登場しなかった。

### その他の選手
李軍団（リーぐんだん）
「西堀製薬ジュニア体操クラブ」で李東生の指導を受けた選手のこと。1994年のジュニア種目別選手権に、香田（床運動）・増本猛（あん馬）・嵯峨（つり輪）・雨倉（跳馬）・大池（平行棒）・増本寛（鉄棒）が出場、4種目で優勝して話題をさらった。しかし、YG選手権の雨倉を最後に、嵯峨以外の全員が登場しなくなり、シドニー五輪選考にも名前がない。ジュニア選手権の最中、平成学園とトラブルを起こしたことがあった。
コーチに反した大池以外の全員が、黒塗りの生気のない瞳をしていた。高難度だが無機質な演技が特徴。
山倉 信（やまくら しん）
松磯高校のエースで、千葉県個人総合2位の実力を誇る。しかし、幼なじみの不良たちに、フロアパネルに砂を撒く・滑り止め粉に剃刀を仕込むなど、悪質な妨害行為を使嗾していた。
田中 好章
1995年当時の日本のエース。同年の世界選手権で、鉄棒で銀、あん馬・平行棒で銅を獲得した。堀田と平成学園チームが彼の新技練習を見学し、大いに刺激を受けた。特に藤巻は、田中から声をかけられたことでシドニー五輪を具体的に意識するようになる。
モデルは、連載当時のエース田中光と畠田好章から。田中光は、実際にアトランタ五輪で「タナカ」を成功させた。

### 指導者・元選手等
岬 絵莉（みさき えり）
声 - 本多知恵子
平成学園女子体操部の鬼コーチ、後に同校体育教諭。田所誠治の一人娘であり、田所のお婆ちゃんの孫娘に当たる。1969年度生まれ。父の死後、母・秋子の再婚によって岬姓となる。典型的ツンデレキャラかつ、重度のファザコン。男っ気がないことを少々気にしている節があり、作中では度々「行き遅れ」とからかわれた。外伝では中学1年生時の三バカにナンパされたことがある。
実力のない男子選手を蔑視していたが、懸命に努力する藤巻たちの姿を見て、次第によき理解者となる。
アンドレアノフとの出会いはお婆ちゃん宅での入浴中の鉢合わせ。なお、番外編で幼少時に面識があったことが判明する。当初はその大胆さを嫌っていたが、後に強い想いを寄せ合うことになり、最終話で結婚。その後、ロシアへ移住。2001年に、長男ミハイルが誕生した。外伝収録の後日談によれば、15年が経過してもロシア語が喋れないという。
田所（たどころ）のお婆ちゃん
声 - 堀絢子
平成学園の躍進を支えた影の立役者。第二次世界大戦で夫と死別。一人息子の誠治が体操競技をすることについて、快く思ってはいなかった。誠治の死後は隠居生活をしつつも、息子の遺志を継いで近所の子供たちに体操の楽しみを教えていた。平成学園とはひょんなきっかけで出会うことになり、平成学園メンバーにそれぞれの代名詞となる必殺技をマスターさせる等、大きな影響を与える。2016年時点でも存命である。
田所 誠治（たどころ せいじ）
声 - 千葉一伸
田所のお婆ちゃんの息子。1945-6年頃生まれ。将来を嘱望され、1970年世界選手権（リュブリアナ大会）にも出場した選手だったが、練習中に膝関節を損傷したため引退を余儀なくされた。実家の庭に鉄棒をつくり、「金メダリストを育てる」ことを新たな夢としていた。1972年頃、交通事故により死去した。誠治の「楽しい体操」は、旧ソ連の選手で勝利至上主義だった当時のアンドレアノフに多大な影響を与えた。
彼の形見でもある“研究ノート”には先進的な技術・新技が多数記されており、“夢のプロテクター”は藤巻によってシドニーオリンピックで使用された。
日本代表チームの仲間に山田三郎・剣物永造（モデル・監物永三）ら。大学時代からの親友に町内会長の隆（ヤスダスポーツ勤務）がいる。
セルゲイ・アンドレアノフ
声 - 村山明
ロシアの元体操選手で、モントリオール五輪の個人総合金メダリスト。コーチを始めた当初は中国で女子選手（児童）を指導していた。田所誠治に深い恩があり、田所家を訪問したのがきっかけで平成学園男子体操部のコーチとなる。楽しい体操をモットーとし、成長するまで彼らを支えた。
普段は「酔っぱらった外人」であるが、体操については技術のみならずメンタルまで高い指導能力を発揮する。藤巻らが、シドニー五輪一次選考を通過したことをうけて、自分自身の体操を見つけて欲しいと、離日する。
モデルはニコライ・アンドリアノフで、連載当時、来日して塚原直也を指導していた。
陳 清華（ちぇん ちんふぁ）
声 - 天野由梨
アンドレアノフがコーチとなってから初めて体操を指導した少女。当時10歳で明るい笑顔が印象的だった。しかし、後任の李東生による極端な食事制限・プレッシャーにより皮下脂肪はギリギリまで落ち、少女の頃の面影は無かった。その後、演技中に健康を害し、以来体操が出来なくなってしまった。その後、健康を取り戻し、日本で体操を教えており、ジュニア大会会場でアンドレアノフと再会。彼に感謝の意を伝えた。アニメでは大会会場に現れず、大会後に李東生がアンドレアノフに居場所を教えると話している。
大沼 重昭（おおぬま しげあき）
声 - 辻親八
「伝説の補助師」とも呼ばれている老人。知ったかぶりの貝塚の鼻をあかして、いつの間にか解説者になる。また、藤巻の補助師として活躍した上野は彼の愛弟子でもある。田所や、岬の現役時代にも補助を務めている。
李 東生（りー とうせい）
声 - 銀河万丈
中国人のコーチ。かつての中国体操界のエース。引退後はコーチをし、選手に過酷な食事制限・トレーニングを課す一方、彼の思い通りに演技が出来ないと、演技中の選手を引きずり出したり、体操スクールをやめさせていた。コーチのやり方に反する者は許されない。
当初は他を批判する言動ばかりが目立ったが、その後はやや柔軟な見方をするようになり、世界で活躍するようになった嵯峨を見て、笑顔を浮かべていた。
外山（そとやま）
声 - 菅原正志
全日本ジュニアチームのコーチ。藤巻の「他人の視界が見える」能力を知り、最初期に才能を見抜いた。
剣物 永造（けんもつ えいぞう）
声 - 大滝進矢
日本体操協会役員。藤巻を世界ジュニア代表に推す。
名前の由来は監物永三から。
古屋 達造（こや たつぞう）
日本体操協会役員、嵐雲高校体操部監督。堀田の才能を愛し、何かとかばってきた。交歓試合後、平成学園の「楽しい体操」を認め、日本トップ選手の新技練習に招待する。
上総 英賢（かずさ ひでまさ）
日本体操協会役員。「楽しい体操」を「気楽な体操」と曲解し、平成学園を敵視する。
山田 三郎（やまだ さぶろう）
アジア大会時の、日本チーム監督。現役時代は滞空時間の長さから「ムササビ山田」の異名を取った。「信じられない事件」を起こしたため五輪出場は叶わなかった。外見はヤクザそのもの。
徳丸 大三郎（とくまる だいざぶろう）
シドニー五輪時の、日本チーム監督。「オーダーの魔術師」の異名を取り、選手の心理を把握する能力に優れる。
新林 卓（しんばやし すぐる）
シドニー五輪時の、日本チームコーチ。パソコンを活用したデータ分析にこだわり、確実性を追求する。

### メディア関係者
貝塚 善行（かいづか ぜんこう）
声 - 西凛太朗
体操雑誌「月刊 体操通信」の編集長。饒舌な目立ちたがりで、解説者として頻繁に顔を出す。極端なまでに李軍団に肩入れし、頭ごなしに平成学園の選手たちを否定していたが、後に彼らの演技に魅了されるようになる。
坂下&持田（さかした、もちだ）
声 - 千葉一伸、山崎たくみ
体操雑誌「月刊 ジムロード」の記者&カメラマン。藤巻が中学1年の頃から平成学園の虜であり、長年にわたって彼らを追いかけている。
キャシー飛鳥（キャシーあすか）
日系アメリカ人のライター兼カメラウーマン。元々は女子体操選手で、あと一歩でソウル五輪代表というところまで上り詰めたことがある。藤巻・堀田同様に「他人の視界が見える」という天性の才能を持っており、それを撮影に生かしている。藤巻に惚れ込んでおり、彼の姿を追いかけている。シドニー五輪後、藤巻の写真集『Vision』を出版した。

### その他
藤巻 あかね（ふじまき あかね）
駿の妹でかなりのおませさん。両親が共働きのため、一切の家事をこなす頑張り屋である。最初に登場したときは小学生で、再登場時には中学生になっている。高山というスポーツ好きの彼氏がいる。外見は『家なき子』で安達祐実扮する相沢すずと似ているとのこと。
ノイ
藤巻がタイで体操を教えた少女。
水谷 菜穂（みずたに なほ）
鳳雛大学に通うショートカットの女子水泳選手（高飛び込み）。かつてインターハイを制覇した実力を持つものの、「天才」を目の当たりにして伸び悩み、自棄になっていた。だが努力を怠らない内田の気概に触発され、実力を取り戻す。
檜 雪乃（ひのき ゆきの）
東が入門した大東京プロレスの取締役、檜社長の令嬢。東は彼女に見初められ、後に彼女と結婚していることが暗示される（東が社長に就任している）。

## テレビアニメ
『ガンバリスト! 駿』（ガンバリスト しゅん）のタイトルで、読売テレビを制作局として日本テレビ系列（四国放送、高知放送を除く）で1996年7月1日から1997年3月10日にかけてテレビアニメとして放送された。製作はサンライズ。原作の連載期間中に放送された。全30話。
なお、登場人物は駿が中学1年生のときに登場した人物だけであり、高原家の逸話はカットされている。最終回の末尾には、アニメ独自に駿がシドニー五輪の代表となったことを想起させる場面が挿入された。番組終了後の『名探偵コナン』に繋がるショートムービーでは、鉄棒で宙返りした駿から『名探偵コナン』の主人公・江戸川コナンに替わるという演出がなされた。作品としては、重厚な作風を重視するためにナレーションを導入、読売テレビアナウンサーの森たけしが担当した。森独特のテンション溢れる語りが物語を盛り上げている。
かつてVHS版が全8巻発売されたが、現在は全巻廃盤となっており、DVD版・Blu-ray版はリリースされていない。 

### スタッフ
- 原作 - 森末慎二
- 漫画 - 菊田洋之（小学館文庫）
- 監督 - 亀垣一
- 企画 - 諏訪道彦（よみうりテレビ）
- シリーズ構成 - 千葉克彦
- キャラクターデザイン - 本橋秀之
- 原案協力 - 福本和紀、松井秀明
- 美術監督 - 中村光毅
- 色彩設計 - いわみみか
- 制作担当 - 岡村隆一
- 撮影監督 - 伊藤修一、小林潔
- 編集 - 松村正宏 （JAY FILM）
- 音楽 - 芹澤廣明、石黒彰
- 音楽プロデューサー - 宮住俊介
- 音響監督 - 浦上靖夫
- プロデューサー - 諏訪道彦（よみうりテレビ）、植田益朗・岩田幹宏（SUNRISE）
- 製作 - よみうりテレビ、SUNRISE

### 主題歌
オープニングテーマ「キラキラ キセキ」
作詞 - SHINYA（坂内真也） / 作曲 - REDIEAN;MODE / 編曲 - REDIEAN;MODE、鎌田ジョージ / 歌 - REDIEAN;MODE
エンディングテーマ
「天使のラブソング」（1 - 21話）
作詞 - NOKKO / 作曲・編曲 - 岩崎工、NOKKO、GOH HOTODA、岸利至 / 歌 - NOKKO
「ミラクル」（22 - 30話）
作詞・作曲 - ゆうたろう（羽原裕太郎） / 歌 - プロペラ

### 各話リスト
| 話数 | サブタイトル                    | 脚本     | 絵コンテ         | 演出             | 作画監督   | 放送日         |
| ---- | ------------------------------- | -------- | ---------------- | ---------------- | ---------- | -------------- |
| 1    | なぜだ!?練習ゼロで競技会        | 千葉克彦 | 亀垣一           | 亀垣一           | 本橋秀之   | 1996年 7月1日  |
| 2    | いやだ!恐怖の跳馬体験           | 千葉克彦 | 石山タカ明       | 元永慶太郎       | 筱雅律     | 7月8日         |
| 3    | 意地だ!地獄の倒立バトル         | 千葉克彦 | 西澤晋           | 西澤晋           | 奥田万つ里 | 7月15日        |
| 4    | これだ!夕陽の大バク転           | 千葉克彦 | ワタナベシンイチ | ワタナベシンイチ | 本橋秀之   | 7月22日        |
| 5    | 勝負だ!ウケれば勝ちの演技会     | 千葉克彦 | 櫻井美知代       | 川島宏           | 坂元大二郎 | 7月29日        |
| 6    | 誰だ?謎の体操おばあちゃん       | 千葉克彦 | 石山タカ明       | 元永慶太郎       | 筱雅律     | 8月5日         |
| 7    | 鳥だ!ウルトラガンバ大作戦       | 外池省二 | 菱川直樹         | 菱川直樹         | 大久保修   | 8月12日        |
| 8    | 転校生だ!セーラー服で逆上がり   | 千葉克彦 | 櫻井美知代       | 西澤晋           | 本橋秀之   | 8月19日        |
| 9    | 嘘だ!キャプテンの退部届         | 外池省二 | ワタナベシンイチ | ワタナベシンイチ | 中島里恵   | 8月26日        |
| 10   | 特訓だ!ガンバるって素敵だね     | 外池省二 | 西澤晋           | 西澤晋           | 奥田万つ里 | 9月2日         |
| 11   | 大会だ!ウルトラ必殺十字倒立     | 千葉克彦 | 石山タカ明       | 元永慶太郎       | 南伸一郎   | 9月9日         |
| 12   | 興奮だ!いつも以上に絶好調       | 外池省二 | 西澤晋           | 西澤晋           | 本橋秀之   | 10月14日       |
| 13   | トラブルだ!?男子体操部絶体絶命  | 千葉克彦 | 石山タカ明       | 元永慶太郎       | 筱雅律     | 10月21日       |
| 14   | 挑戦だ!貴公子決死のはなれ技     | 外池省二 | ワタナベシンイチ | 菱川直樹         | 大久保修   | 10月28日       |
| 15   | 奇跡だ!金メダルへの最高演技     | 千葉克彦 | 雄谷将仁         | 石崎すすむ       | 工藤柾輝   | 11月4日        |
| 16   | 激走だ!東京駅強行突破           | 外池省二 | 櫻井美知代       | 西澤晋           | 本橋秀之   | 11月11日       |
| 17   | 合宿だ!レベルが違うぜ平成学園   | 千葉克彦 | 石山タカ明       | 元永慶太郎       | 中島里恵   | 11月18日       |
| 18   | やる気だ!のぞきと海と猛練習     | 千葉克彦 | 西澤晋           | 西澤晋           | 奥田万つ里 | 11月25日       |
| 19   | 絶望だ!駿と涙と血染めの鉄棒     | 外池省二 | ワタナベシンイチ | ワタナベシンイチ | 南伸一郎   | 12月2日        |
| 20   | 復活だ!新たな希望の第一歩       | 外池省二 | 櫻井美知代       | 西澤晋           | 本橋秀之   | 12月9日        |
| 21   | 高さだ!宙返りオッパイ作戦       | 千葉克彦 | 石山タカ明       | 元永慶太郎       | 筱雅律     | 12月16日       |
| 22   | 強敵だ!悪魔のチーム李軍団       | 外池省二 | 石崎すすむ       | 石崎すすむ       | 工藤柾輝   | 1997年 1月13日 |
| 23   | 開催だ!燃えろジュニア選手権     | 千葉克彦 | 雄谷将仁         | 菱川直樹         | 南伸一郎   | 1月20日        |
| 24   | 貴公子だ!華麗なる白鳥の宴       | 千葉克彦 | 櫻井美知代       | 西澤晋           | 本橋秀之   | 1月27日        |
| 25   | 革命だ!驚異の平成あん馬維新     | 外池省二 | 鈴木吉男         | 鈴木吉男         | 中島里恵   | 2月3日         |
| 26   | 力技だ!これぞつり輪のヘラクレス | 稲荷昭彦 | 石山タカ明       | 元永慶太郎       | 筱雅律     | 2月10日        |
| 27   | 不可能だ!内田稔跳馬に死す!?     | 稲荷昭彦 | 西澤晋           | 西澤晋           | 奥田万つ里 | 2月17日        |
| 28   | キャプテンだ!ここは一発安全第一 | 外池省二 | ワタナベシンイチ | 菱川直樹         | 南伸一郎   | 2月24日        |
| 29   | 激突だ!火花を散らす鉄棒対決     | 千葉克彦 | 石崎すすむ       | 石崎すすむ       | 工藤柾輝   | 3月3日         |
| 30   | ガンバ!金メダルへFLY HIGH       | 千葉克彦 | 亀垣一           | 亀垣一           | 本橋秀之   | 3月10日        |

## 書誌情報
小学館・少年サンデーコミックス、全34巻。カバー折り返しでは、第1巻から第8巻までは森末慎二のロス五輪に纏わる私物が紹介され、第9巻からは「体操選手名鑑」として実在の体操選手が紹介されている。
小学館・My First Big SPECIAL、全6巻。2012年ロンドンオリンピック開催時期に合わせて、アジア大会編からシドニーオリンピック編を収録した廉価版として刊行。表紙は描き下ろし。
小学館・My First WIDE、全15巻。上述のMy First Big SPECIALの廉価版とは違い、全話収録した廉価版として刊行。表紙は描き下ろし。
小学館・コミック文庫、全17巻。文庫版として刊行。